# Rosopaella carmiella
Rosopaella carmiella är en insektsart som beskrevs av Webb 1983. Rosopaella carmiella ingår i släktet Rosopaella och familjen dvärgstritar. Inga underarter finns listade i Catalogue of Life.